# Zimmerbach
Zimmerbach település Franciaországban, Haut-Rhin megyében. Lakosainak száma 823 fő (2022. január 1.). Zimmerbach Wintzenheim, Walbach és Turckheim községekkel határos.

## Népesség
A település népessége az elmúlt években az alábbi módon változott:
| Lakosok száma | 864  | 852  | 871  | 843  | 840  | 837  | 832  | 828  | 823  |
|               | 2013 | 2015 | 2016 | 2017 | 2018 | 2019 | 2020 | 2021 | 2022 |